# Neochodaeus praesidii
Neochodaeus praesidii är en skalbaggsart som beskrevs av Bates 1887. Neochodaeus praesidii ingår i släktet Neochodaeus och familjen Ochodaeidae. Inga underarter finns listade i Catalogue of Life.